# Линье (Атлантическая Луара)
Линье (фр. Ligné) — коммуна на западе Франции, находится в регионе Пеи-де-ла-Луар, департамент Атлантическая Луара, округ Шатобриан-Ансени, кантон Нор-сюр-Эрдр. Расположена в 24 км к северо-востоку от Нанта и в 63 км к западу от Анже, в 17 км от автомагистрали А11. 
Население (2017) — 5 174 человека.

## Достопримечательности
- Церковь Святого Петра
- Шато Ла-Рошфордьер
- Шато Понсо

## Экономика
Структура занятости населения:
- сельское хозяйство — 2,3 %
- промышленность — 19,7 %
- строительство — 13,6 %
- торговля, транспорт и сфера услуг — 27,0 %
- государственные и муниципальные службы — 37,3 %

Уровень безработицы (2017 год) — 7,0 % (Франция в целом — 13,4 %, департамент Атлантическая Луара — 11,6 %). 

Среднегодовой доход на 1 человека, евро (2017 год) — 21 820 (Франция в целом — 21 110, департамент Атлантическая Луара — 21 910).

## Демография
Динамика численности населения, чел.

## Администрация
Пост мэра Линье с 1995 года занимает Морис Перьон (Maurice Perrion). На муниципальных выборах 2020 года возглавляемый им центристский блок был единственным.
| Период | Период | Фамилия      | Партия                                                                                  | Примечания                                                             |
| ------ | ------ | ------------ | --------------------------------------------------------------------------------------- | ---------------------------------------------------------------------- |
| 1969   | 1995   | Жан Робен    | Разные правые                                                                           | столяр                                                                 |
| 1995   |        | Морис Перьон | Союз за французскую демократию, Демократическое движение, Союз демократов и независимых | руководитель предприятия, вице-президент Совета региона Пеи-де-ла-Луар |

## Города-побратимы
- Престин, Уэльс